# Liv Björk
Liv Bjørk född 1946, född Reiersen och gift Fauske, skild och gift  Kyvåg, åter skild, är en norsk tidigare handbollsmålvakt från Sande i Vestfold.

## Karriär

### Klubbkarriär
Liv Reiersen, från 1968  Liv Fauske, var fram till 1968 aktiv i Strømm IL. Från 1968 stod hon i mål for Osloklubben SK Frigg i två säsonger till 1970. På 1970-talet gifte  hon sig med dåvarande landslagstränaren Frode Kyvåg.,  Frode Kyvåg var senare tränare för Bækkelaget SK till 1999. Perioden 1970-1979 var hon aktiv i Glassverket IF, innan  hon avslutade karriären med fyra säsonger, 1979-83, i Bækkelaget SK. Med Glassverket vann hon sin enda norska mästerskapstiel då hon vann Norges sista utomhusfinal 1974.

### Landslagsspel
Liv Björks landslagsdebut var den 29 november 1969 mot Sverige. Norge vann matchen med 9-5. Hon var målvakt i  norska landslaget i 126 landskamper  från 1969 till 1982. Sista landskampen i VM 11 december 1982 då Norge spelade oavgjort mot Rumänien 16-16. Mellan oktober 1978 och november 1981 spelade hon inga landskamper. Björk var med i Norges trupp till handbolls VM  1971, 1973, 1975 och 1982.